# Barrio de García
Barrio de García är en ort i Mexiko.   Den ligger i kommunen Tolimán och delstaten Querétaro Arteaga, i den centrala delen av landet, 180 km nordväst om huvudstaden Mexico City. Barrio de García ligger 1 652 meter över havet och antalet invånare är 733.
Terrängen runt Barrio de García är huvudsakligen kuperad, men österut är den platt. Barrio de García ligger nere i en dal. Runt Barrio de García är det ganska glesbefolkat, med 28 invånare per kvadratkilometer. Närmaste större samhälle är San Pablo Tolimán, 7,3 km öster om Barrio de García. Trakten runt Barrio de García består i huvudsak av gräsmarker.